# Carl Johan Gustaf Snoilsky
Carl Johan Gustaf Snoilsky (ur. 1841, zm. 1903) – szwedzki arystokrata, dyplomata i poeta.

## Życiorys
Carl Snoilsky, hrabia, urodził się w Sztokholmie 8 września 1841. W 1860 zaczął studia na uniwersytecie w Uppsali. Przygotowywał się do pracy w służbie dyplomatycznej. Podjął pracę w ministerstwie spraw zagranicznych. W latach 1864–1865 odbył misje do Madrytu i Paryża. W wieku dwudziestu lat zaczął publikować wiersze pod pseudonimem Sven Tröst. W 1876 został członkiem Akademii Szwedzkiej. W 1879 wyjechał do Florencji z panią Ruuth-Piper, którą poślubił rok później. W 1891 powrócił do Sztokholmu, gdzie objął stanowisko królewskiego bibliotekarza. Zmarł 19 maja 1903. Oprócz literatury interesował się numizmatyką.

## Twórczość
W 1862 Carl Snoilsky wydał swój pierwszy tomik Orchideer (Orchidee). W 1869 opublikował, już pod swoim własnym nazwiskiem zbiór Dikter (Poezje). Tom ten zapewnił mu centralne miejsce wśród szwedzkich poetów. Sławę autora ugruntował cykl Sonneter (Sonety). W 1881 ukazał się zbiór Nya Dikte (Nowe poezje. Następnie poeta przedstawił czytelnikom zbiory zatytułowane ponownie Dikter (1883, 1887, 1897), Savonarola (1883) i Hvita frun (Biała dama). Tłumaczył też z niemieckiego. Twórczość Carla Snoilsky’ego, konserwatywna w formie i stanowiąca pomost między romantyzmem a realizmem, wywarła duży wpływ na innych autorów. Kilka wierszy m.in.: För Polen! (Za Polską) i På Polens dag (W dzień święta Polski) poświęcił naszemu pozostającemu pod zaborami krajowi.
Esej o Carlu Snoilskym napisał angielski uczony i poeta Edmund Gosse.